# 박인구
박인구(1970년 12월 30일 ~)은 삼성 라이온즈의 전 야구 선수다. 경주고등학교를 졸업했다.

## 같이 보기
- 1990년 삼성 라이온즈 시즌